# 박병훈 (1880년)
박병훈(朴秉勳, 1880년 2월 29일 ~ 1907년 12월 28일)은 대한제국 독립운동가(의병 활동)이다.

## 생애

### 일생
그는 함경도 안변(安邊) 지방의 문산신동 지역에서 출생하여 지난날 한때 강원도 평강 지방에서 잠시 유아기를 보낸 적이 있는 그는 1907년 9월 중순에서부터 대한제국 강원도 고성군(高城郡)에서 남희필 의진(南希必 義陣)에 참여하여 군자금 모집 등의 활동을 하다가 같은 동년 1907년 12월 20일 일본군 수비대에게 체포되어 피살 순국하였다.
1907년 7월 '정미7늑약(丁未七勒約)'으로 인하여 대한제국의 군대가 해산된 뒤, 해산 군인들이 대거 의병 대열에 참여함으로써 의병 관련 투쟁은 전국적으로 확산되었다. 각처에서 의병이 봉기하여 일본 침략 세력과 그에 편승한 친일 주구배에 대한 공격을 통해 응징이 전개되었다. 강원도 원주진위대(原州鎭衛隊) 예하 대대장 서리(大隊長 署理)였던 정위(正尉) 김덕제(金德濟)와 특무정교(特務正校)였던 민긍호(閔肯鎬)는 1907년 8월 5일 봉기한 이래 강원도 일대에서 의병 활동을 전개하였다. 봉기 이래 김덕제는 1부대를 이끌고 대관령을 넘어 강원도 강릉, 강원도 양양, 강원도 간성, 강원도 고성, 강원도 통천 등지로 진출하였고, 민긍호는 충청북도 제천, 충청북도 충주, 경기도 이천군 장호원, 경기도 여주, 강원도 홍천 등지로 진출하였다. 강원도 동해안에 진출한 김덕제는 약 3천명의 정예 의병진을 형성하고 각처를 전전하며 활동하고 있었다. 강원도 간성(杆城) 지역에서 1907년 11월 1일을 기하여 의병에 가입한 사람은 조병묵(趙炳默), 남희필(南喜必), 정덕삼(鄭德三) 등 7인이었다. 그는 강원도 회양군 회양면 단삼리(淮陽郡 淮陽面 團三里) 거주자 이연형(李年亨)의 고용인으로 있다가 남희필을 따라 의병에 참여하였다. 그리고 그는 1907년 9월 중순 의병에 투신하여 군자금 모집 등의 활동을 전개하던 중 같은 동년 1907년 12월 20일, 강원도 고성군 수동면 원대리(水洞面 院垈里) 거주자 박경서(朴京西)의 집에서 일본군 수비대에게 체포되어 여드레가 지난 1907년 12월 28일, 일본군 수비대에게 총살되어 순국하였다.

## 사후
대한민국 정부에서는 고인의 공훈을 기리고자 2011년 3월 1일을 기하여 건국훈장 애국장을 추서하였다.